# Großkühnau Slot
51°51′17.903″N 12°10′45.750″Ø / 51.85497306°N 12.17937500°Ø
Großkühnau Slot (tysk: Schloss Großkühnau) i Dessau-Rosslau i den tyske delstat Sachsen-Anhalt, er del af verdensarvsområdet Dessau-Wörlitz kulturlandskab og blev opført i anden halvdel af det 18. århundrede under fyrst Leopold 3. af Anhalt-Dessaus regeringsperiode. 
Slottet blev bygget til prins Albert Friedrich von Anhalt-Dessau (1750–1811), søn af Leopold 2. af Anhalt-Dessau, og fik en enkel og solid form. Festsalen i anden etage blev udstyret med dekorationsmalerier.
Kühnauparken blev anlagt ved den sydlige bred af Kühnausøen og på kunstige øer i søen. Anlægget danner den vestlige afslutning af Dessau-Wörlitz kulturlandskab. Kirken er opført mellem 1828 og 1830 i neoromansk-byzantinsk stil, den første af sin slags i Tyskland.
Dele af parken består af frugthave og et vinbjerg. Fra det lille vinslot, Weinberghaus mod sydøst, der er opført mellem 1818 og 1820 af Giacobo Pozzi, får man udsigt til landskabet langs floden Elben.
Großkühnau Slot blev af Reichsarbeitsdienst benyttet som skole fra 1932. Siden januar 1998 har slottet været administrationsbygning for kulturstiftelsen Dessau-Wörlitz, som bestyrer kulturlandskabet. Parkanlæggene i Dessau-Wörlitz har siden  2000 været opført på UNESCOs liste over verdens kulturarv.